# Midia Năvodari
Midia Năvodari (nun CS Năvodari) ist ein rumänischer Fußballverein aus Năvodari. Dieser wurde in 1993 gegründet und trägt seine Heimspiele im Stadion Flacăra aus, welches für 5.000 Zuschauer Platz bietet.

## Geschichte
Der Klub wurde 1993 unter dem Namen Midia Năvodari gegründet.
Der Klub hatte ein Jahrzehnt in der Liga II gespielt, wobei er sich jedes Jahr im Aufstiegskampf befand. Die besten Platzierungen waren Tabellenzweiter zu Ende von Divizia B 1999/2000 und Divizia B 2004/05. Bis zum Vertragsende im April 2003 war Leonida Nedelcu Trainer der Mannschaft. Anschließend übernahm Ionel Melenco die Trainerfunktion.
Der Rücktritt des Hauptsponsors Petromidia führte 2008 schließlich zur Auflösung des Klubs.
Im Sommer 2010 hatte die Stadt wieder eine Mannschaft in Liga II, nachdem Săgeata Stejaru zu Năvodari umgezogen ist und ihren Namen in Săgeata Năvodari geändert hat.
Im Sommer 2015, nach der Auflösung von Săgeata Năvodari, wurde CS Năvodari als Fußballsektion wieder gegründet.

## Erfolge
- Liga 2 (Zweiter): 1999/00, 2004/05
- Liga 3: 1996/97

## Bekannte Spieler
- Florin Lungu
- Bogdan Miron
- Norbert Niță
- Iulian Teodor Ștefan
- Eusebiu Tudor
- Răzvan Țârlea
- Dorel Zaharia

## Ehemalige Trainer
- Silviu Dumitrescu
- Ionel Melenco
- Leonida Nedelcu
- Ioan Sdrobiș